# Karel Novák (elektrotechnik)
Karel Novák (31. srpen 1867 Nové Benátky–11. listopad 1941 Kbely) byl profesorem stavby elektrických strojů na Císařské a královské české vysoké škole technické v Praze. Pro akademický rok 1912–1913 byl zvolen jejím rektorem.

## Život
Po maturitě na malostranském reálném gymnáziu studoval strojní inženýrství na Císařské a královské české vysoké škole technické v Praze. Po absolvování zde působil v letech 1891–1893 jako asistent na katedře elektrotechniky. V letech 1893–1895 pracoval u firmy Ganz a spol. v Budapešti jako inženýr. Poté přešel k firmě František Křižík v Praze-Karlíně. V roce 1897 se stal inženýrem Elektrických podniků v Praze, od roku 1906 byl jejich ředitelem.
V roce 1899 se habilitoval jako docent konstruktivní elektrotechniky na ČVUT a v roce 1907 byl jmenován řádným profesorem tamtéž. V roce 1912–1913 zde byl zvolen rektorem.
Působil rovněž ve Spolku architektů a inženýrů, kde mimo jiné vedl elektrotechnickou část Zpráv SIA v království Českém (od roku 1907).

## Dílo
- 1908 vodní elektrárna Věrovany[2]
- 1910 vodní elektrárna Dražice[3]

## Spisy
- Encyklopedie elektrotechniky; Uspoř. K. C. Neuman, Praha : K.C. Neuman a J.V. Diviš, 1903
- Stavba sítí elektrovodných : Pomůcka k vyšetřování a dimensování elektrických vedení jakož i k navrhování sítí elektrovodných, Praha : Česká matice technická, 1905
- Stroje na proud stejnosměrný : Pomůcka k navrhování a vypočítávání strojů na proud stejnosměrný, jakož i vyšetřování vlastností navržených strojů z výkresů a dat konstruktivních, Praha : Česká matice technická, 1912
- Stroje na proud stejnosměrný, Praha : Česká matice technická, 1913
- Synchronní stroje : Stručné poznámky z přednášek, Praha : Spolek posluchačů strojního a elektrotechnického inženýrství, 1920
- Transformatory : stručné poznámky z přednášek prof. Karla Nováka, Praha : Spolek posluchačů strojního a elektrotechnického inženýrství, 1921
- Výpočty sítí elektrovodných : pomůcka k vyšetřování, dimensování a navrhování sítí elektrovodných, Praha : Matice technická, 1922
- Vinutí induktů strojů dynamoelektrických. Díl I., Vinutí induktů strojů na proud stejnosměrný, Praha : Česká matice technická, 1926
- Vinutí induktů strojů dynamoelektrických. Díl II., Vinutí induktů strojů na proud střídavý, Praha : Česká matice technická, 1933
- Vinutí induktů se schopností vyrovnávací, Praha : vlastní náklad, 1937

## Pozůstalost
Písemná pozůstalost Karla Nováka je uložena ve Státním okresním archivu Mladá Boleslav.